# 徐国懋
徐国懋（1906年—1994年），男，江苏镇江人，中国银行家、社会活动家，曾任上海市政协副秘书长，中国国民党革命委员会中央委员会常务委员，第五、六、七届全国政协委员。